# Shixinggia
 Shixinggia  ist ein theropoder Dinosaurier innerhalb der Oviraptorosauria aus der späten Oberkreide von China. 
Die einzige bekannte Art (Typusart), Shixinggia oblita, dieser Gattung wurde 2005 erstbeschrieben. Obwohl nur wenige Knochen gefunden wurden, wird davon ausgegangen, dass Shixinggia wie andere Oviraptorosaurier einen kurzen Schwanz und einen tiefen, zahnlosen Kiefer hatte, der zu einem Schnabel geformt war. Vermutlich handelte es sich um einen Pflanzen- oder Allesfresser.

## Fund und Namensgebung
Der bisher einzige Fund (Holotypus, Katalognummer BPV-112) wurde im Jahr 1995 im Kreis Shixing in der chinesischen Provinz Guangdong entdeckt. Die Fossilien werden in die ausgehende Oberkreide (Maastrichtium) datiert und stammen stratigraphisch aus der Pingling-Formation. 
Gefunden wurden das nahezu vollständige Kreuzbein, wobei drei hintere Rückenwirbel und drei vordere Schwanzwirbel im natürlichen anatomischen Verbund entdeckt wurden, zwei unvollständige Rippen, beide Darmbeine (Ilia), Teile des Oberschenkelknochens (Femur), Schienbein (Tibia), Wadenbein (Fibula) sowie das vierte Zehenglied.
Der Name Shixinggia weist auf den Kreis Shixing hin, in dem die Fossilien entdeckt wurden. Das Artepitheth oblita kommt aus dem Lateinischen und bedeutet so viel wie „verwahrlost“. Erstmals wurden die Fossilien im Jahr 2004 von Lu beschrieben und benannt, die offizielle Beschreibung von Lu und Zhang folgte 2005.

## Merkmale
Shixinggia wird durch Merkmale (Autapomorphien) an den Becken- und den Beinknochen von anderen Gattungen abgegrenzt: So ist beispielsweise das Darmbein im Verhältnis zur Länge recht hoch, des Weiteren zeigen der Oberschenkelknochen und das Schienbein große Öffnungen, die von keinem anderen Oviraptorosaurier bekannt sind.